# Tasmanoperla larvalis
Tasmanoperla larvalis är en bäcksländeart som först beskrevs av Joachim Illies 1969.  Tasmanoperla larvalis ingår i släktet Tasmanoperla och familjen Austroperlidae. Inga underarter finns listade i Catalogue of Life.